# 1,4-Diclorobut-2-è
L'1,4-diclorobut-2-è és un compost orgànic de la classe dels haloalcans. La seva fórmula molecular és C4H6Cl2 i està compost per una cadena de quatre carbonis amb dos àtoms de clor units a cadascun dels carbonis terminals i consta d'un doble enllaç al mig de la cadena carbonada. També és un intermedi en la producció industrial de cloroprè, i la impuresa principal en cloroprè de grau tècnic. L'isòmer és també un dels materials de partida per a la síntesi total de Birmà del producte natural porífer "sceptrin" C22H24Br2N10O2. Hi ha dos estereoisòmers d'aquest compost, que són el cis-1,4-diclorobut-2-è i el trans-1,4-diclorobut-2-è.

## Propietats
L'1,4-diclorobut-2-è és un líquid incolor i d'olor dolça. La massa molecular d'aquest compost és de 124,99 g/mol. La seva densitat és 1,183 g/cm3. El seu punt de fusió és de 2 °C (275 K) i el punt d'ebullició de 75 °C (348 K) i és més soluble en dissolvents apolars que en dissolvents polars com l'aigua.

## Preparació
L'1,4-diclorobut-2-è no el trobem a la natura sinó que es prepara mitjançant la cloració del butandiè, en fase líquida, en presència de dissolvents clorats i un catalitzador de transferència de fase. La proporció entre dissolvent i Butadiè és de 10:1 a 25:1, mentre que la concentració de butandiè en el dissolvent clorat és de 3 % a 5 %. D'aquest forma, s'obtenen com a productes 3,4-diclorobut-1-è, 1,2,3,4-tetraclorobutà i 1,4-diclorobut-2-è, que se separen per destil·lació, sent l'1,4-diclorobut-2-è el producte superior de la columna de destil·lació.

## Usos
Majoritàriament, s'utilitza per a la creació d'altres composts com ara l'1,4-diclorobutan-2,3-diol que s'obté a partir de la dihidroxilació asimètrica de l'1,4-diclorobut-2-è. El 3,4-diclorobut-1-è, precursor del cloroprè, es pot preparar per a la isomerització de l'1,4-diclorobut-2-è usant com a catalitzador el trifenilfosfat o diversos sulfurs de dialquil en presència d'halurs de coure i el 3-hexenodinitril que s'aconsegueix fent reaccionar l'1,4-diclorobut-2-è amb el cianur sòdic.

Emprant els seus estereoisòmers també podem obtenir altres composts. El cis-1,4-diclorobut-2-è es fa servir en la preparació de ciclopentanones{\displaystyle {\ce {C5H6O}}} funcionals de 3,5-disubstituïdes. I llavors hi ha l'1,2,3,4-tetraclorobutà que se sintetitza mitjançant la cloració del trans-1,4-diclorobut-2-è en presència d'òxid nítric a alta temperatura; aquesta temperatura pot reduir-se si s'incorpora el clor a un dissolvent orgànic com a dimetilformamida.

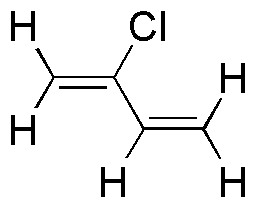
Cloroprè

### Producció del cloroprè
El cloroprè és un monòmer per a la producció de cautxú sintètic com neoprè. Es produeix a partir del butadiè en un procés de tres passos. El primer pas és la cloració líquida o vapor-fase del butadiè a una barreja de 3,4-diclorobut-1-è i 1,4-diclorobut-2-è (ambdós isòmers). En el segon pas, la barreja d'1,4-diclorobut-2-è i 3,4-diclobut-1-è és isomeritzada a 3,4-diclobut-1-è purs mitjançant l'escalfament a temperatures de 60-120 °C en presència d'un catalitzador. Finalment, la deshidrocloració (eliminació del clorur d'hidrogen) de 3,4-diclorobut-1-è amb solució d'hidròxid de sodi diluït en presència d'inhibidors de polimerització dona cloroprè cru.

## Toxicitat

Toxicitat

Resulta un compost corrosiu, inflamable, tòxic agut, perillós per a la salut i perillós per al medi ambient.